# Парадокс Кловерфилда
Парадокс Кловерфилда (енгл. The Cloverfield Paradox) амерички је научнофантастични хорор филм из 2018. године. Редитељ филма је Џулијус Она, а сценариста Орен Узијел, по причи Узијела и Дага Јунга, док продукцију ради кућа Џеј-Џеја Ејбрамса, Bad Robot Productions. Трећи је део франшизе Кловерфилд, након филмова Кловерфилд (2008) и Улица Кловерфилд број 10 (2016). Главне улоге глуме Данијел Брил, Елизабет Дебики, Аксел Хени, Гугу Мбата-Роу, Крис О’Дауд, Џон Ортиз, Дејвид Ојелоуо и Џанг Цији и прати међународну групу астронаута на свемирској станици који, након што користе акцелератор честица да покушају да реше Земљину енергетску кризу, морају пронаћи пут кући када планета наизглед нестане.
Филм је објављен 4. фебруара 2018. на Netflix-у. Иако је јединствена маркетиншка тактика похваљена, сам филм је добио углавном негативне критике критичара, а многи га сматрају најслабијим од филмова Кловерфилд.

## Улоге
| Глумац          | Улога          |
| --------------- | -------------- |
| Гугу Мбата-Роу  | Ејва Хамилтон  |
| Дејвид Ојелоуо  | Џејсон Кил     |
| Данијел Брил    | Ернст Шмит     |
| Џон Ортиз       | Манк Акоста    |
| Крис О’Дауд     | Гордон Манди   |
| Аксел Хени      | Саша Волков    |
| Џанг Цији       | Линг Там       |
| Елизабет Дебики | Мина Џенсен    |
| Роџер Дејвис    | Мајкл Хамилтон |
| Кловер Ни       | Моли           |